# UFC on ABC: Whittaker vs. de Ridder
UFC on ABC: Whittaker vs. de Ridder (también conocido como UFC on ABC 9) fue un evento de artes marciales mixtas producido por Ultimate Fighting Championship que se llevó a cabo el 26 de julio de 2025 en el Etihad Arena en Abu Dabi, Emiratos Árabes Unidos.

## Antecedentes
El evento marcó la vigésimo primera visita de la promoción a Abu Dabi y la primera desde UFC 308 en octubre de 2024.
Se espera que una pelea de peso mediano entre el ex campeón de peso mediano de UFC Robert Whittaker y el ex campeón mundial de peso mediano y semipesado de ONE Reinier de Ridder encabece este evento.
En este evento se llevó a cabo una pelea de peso paja femenino entre Amanda Ribas y Tabatha Ricci. La pelea estaba programada originalmente para UFC 318 una semana antes, pero se trasladó a este evento por razones desconocidas.

## Bonificaciones
Los siguientes peleadores recibieron bonificaciones de 50.000 dólares.
- Pelea de la Noche: Sharabutdin Magomedov vs. Marc-André Barriault
- Actuación de la Noche: Muslim Salikhov and Steven Nguyen